# اکو ولی (فیلم)
اکو ولی (انگلیسی: Echo Valley) فیلم دلهره‌آور آمریکایی محصول ۲۰۲۵ به کارگردانی مایکل پیرس، به نویسندگی برد اینگلسبی و با بازی جولین مور، سیدنی سوئینی، دامنل گلیسون، کایل مک‌لاکلن و فیونا شو است. داستان فیلم دربارهٔ زنی است که در یک مزرعه در پنسیلوانیا زندگی می‌کند و متوجه می‌شود که دخترش در شرایطی نگران‌کننده به سراغ او آمده است.
این فیلم در ۶ ژوئن ۲۰۲۵ در ایالات متحده و کانادا  اکران محدود سینمایی داشت و در تاریخ ۱۳ ژوئن از طریق اپل تی‌وی پلاس پخش شد.

## داستان
کیت گرت به‌عنوان مربی اسب در مزرعه‌اش، دره اکو، واقع در جنوب پنسیلوانیا کار می‌کند. کیت هنوز از غم از دست دادن همسرش، که در یک حادثه اسب‌سواری جان باخت، در شوک است و برای تأمین مخارج مزرعه با مشکلات مالی دست‌وپنجه نرم می‌کند. او از شوهر سابقش، ریچارد، که وکیل است، درخواست کمک مالی می‌کند، اما ریچارد از سرمایه‌گذاری بیشتر در مزرعه امتناع می‌ورزد و کیت را سرزنش می‌کند که پولش را صرف کمک به دخترشان، کلر، کرده؛ دختری معتاد که بارها در مراکز بازپروری بستری شده و مشکلات زیادی دارد.
یک شب، کلر به‌طور غیرمنتظره به مزرعه بازمی‌گردد تا مادرش را ببیند. دیدار آن‌ها با ورود رایان، دوست‌پسر کلر، و مشاجره‌ای بین این دو مختل می‌شود. پس از آن، کلر همراه رایان مزرعه را ترک می‌کند. مدتی بعد، وقتی کلر در مزرعه است، جکی لاوسون، یک فروشنده مواد مخدر خشن، به سراغش می‌آید. جکی به دنبال بازپرداخت بدهی کلر است، زیرا او به‌طور اتفاقی محموله مواد مخدرش را به رودخانه انداخته بود. جکی به کلر حمله می‌کند، اما کیت مداخله کرده و تهدید می‌کند که با پلیس تماس خواهد گرفت. کلر، که حال روحی ناپایداری دارد، همراه رایان فرار می‌کند و به کیت می‌گوید که قصد دارند چند روزی کمپ کنند.
چند شب بعد، کلر با پیراهنی خون‌آلود به خانه برمی‌گردد و اعتراف می‌کند که در جریان مشاجره‌ای، رایان را هل داده و او با برخورد سرش به صخره‌ای کشته شده است. کیت در ماشین کلر جسدی را می‌بیند که محکم در ملافه‌ای پیچیده شده. کیت، که مصمم به محافظت از کلر است، جسد را به دریاچه‌ای نزدیک می‌برد و با یک بلوک سیمانی آن را غرق می‌کند. او به خانه بازمی‌گردد و به کلر اطمینان می‌دهد که مشکل را حل کرده است. مدتی بعد، پس از آنکه کیت بدهی جکی را پرداخت می‌کند، کلر از مزرعه غیبش می‌زند. وقتی کیت به دنبال کلر می‌گردد، او را با رایان پیدا می‌کند. کیت، شوکه‌شده، از کلر می‌پرسد که جسد چه کسی را دور انداخته، اما رایان پیش از فرار با کلر در ماشین، کیت را به زمین می‌زند. کیت تلاش می‌کند آرامش خود را حفظ کند و از دوستش، لزلی، حمایت عاطفی می‌خواهد.
یک روز، جکی دوباره به مزرعه می‌آید و تهدید می‌کند که کیت را به‌خاطر دور انداختن جسد باج‌خواهی خواهد کرد. کیت متوجه می‌شود که جسد متعلق به گرگ کامینسکی، یک معتاد محلی بود که بر اثر مصرف بیش‌ازحد فنتانیل، که جکی به او فروخته بود، جان باخته بود. کلر، که می‌دانست مادرش از او حمایت خواهد کرد، کیت را فریب داده بود تا جسد را مخفی کند. جکی با تزریق ماده‌ای از طریق سرنگ، کیت را بی‌حس می‌کند و او را مجبور می‌کند تا انبار مزرعه را برای دریافت پول بیمه به آتش بکشد. جکی، به‌عنوان پوشش، موقتاً در آپارتمان بالای انبار ساکن می‌شود و خود را به‌عنوان کارگر جدید مزرعه معرفی می‌کند. یک شب دیروقت، جکی تماشا می‌کند که کیت با یک مشعل جاده‌ای انبار را به آتش می‌کشد و سپس با ماشینش فرار می‌کند.
صبح روز بعد، پلیس از کیت بازجویی می‌کند و به او اطلاع می‌دهد که بقایای سوخته یک جسد در میان آوار پیدا شده است. کیت پیشنهاد می‌کند که ممکن است جسد متعلق به گرگ کامینسکی باشد، که به گفته او دوست جکی بود. جکی، که منکر آشنایی با کیت شده بود، برای بازجویی احضار می‌شود. مشخص می‌شود که کیت، با کمک لزلی، جسد گرگ را از دریاچه بیرون آورده و درست پس از به آتش کشیدن انبار، آن را در آپارتمان انبار قرار داده بود تا جکی را متهم کند. کیت عمداً یک پین فلزی از مشعل جاده‌ای را در صحنه جا گذاشته بود که جکی هنگام خرید آن از طریق دوربین‌های فروشگاه دیده شده بود. پلیس فرض می‌کند که گرگ در آپارتمان بر اثر مصرف بیش‌ازحد مواد مخدر جان باخته و جکی برای پنهان کردن مرگ او، آتش‌سوزی را به راه انداخته است.
کیت از اتهامات تبرئه می‌شود، درحالی‌که جکی به جرم این ماجرا متهم می‌شود. در مزرعه، کیت گروهی را استخدام می‌کند تا آوار انبار را تخریب و پاکسازی کنند. یک شب دیروقت، کیت با صدای سگش بیدار می‌شود و کلر را می‌بیند که گریان روی ایوان جلوی خانه نشسته است. آن دو از پشت شیشه در ورودی به یکدیگر خیره می‌شوند. سرنوشت رایان نامعلوم باقی می‌ماند.

## بازیگران
- جولین مور در نقش کیت گارت
- سیدنی سوئینی در نقش کلر گارت
- دامنل گلیسون در نقش جکی
- کایل مک‌لاکلن در نقش ریچارد گارت
- فیونا شو در نقش جسی الیور
- ربه‌کا کرسکاف[۴]

## تولید
این ️فیلم در مارس ۲۰۲۳ با نویسندگی برد اینگلسبی و کارگردانی مایکل پیرس معرفی شد. این فیلم توسط شرکت‌های اسکات فری پروداکشنز و د والش کامپنی تولید شده و ریدلی اسکات، مایکل پرس، اینگلسبی و کوین جی. والش تهیه‌کنندگی آن را بر عهده دارند. سیدنی سوئینی و جولین مور در این فیلم بازی می‌کنند. در آوریل ۲۰۲۳، دامنل گلیسون هم به جمع بازیگران پیوست. در مه ۲۰۲۴، کایل مک‌لاکلن، فیونا شو و ادموند دونوان هم به بازیگران اضافه شدند.
تصویربرداری اصلی در مه ۲۰۲۳ در نیوجرسی با نام وایلدوِیل آغاز شد و در اواخر ژوئن به پایان رسید. مکان‌های فیلم‌برداری شامل شهرستان هانتردون و شهرستان موریس بودند.

## انتشار
این فیلم در ۶ ژوئن ۲۰۲۵ در ایالات متحده و کانادا  اکران محدود سینمایی داشت و در تاریخ ۱۳ ژوئن از طریق اپل تی‌وی پلاس پخش شد.

## بازخورد منتقدان
در وبگاه جمع‌آوری نقد راتن تومیتوز، ٪۵۱ از ۷۱ بررسی منتقدان مثبت است. اجماع این وبگاه چنین می‌نویسد: «بازی متعهدانه جولیان مور و پیش‌فرض قابل‌لمس داستان دربارهٔ اینکه یک والد تا کجا برای فرزندش پیش می‌رود، به «دره اکو» لحظات اوج قدرتمندی می‌بخشد، اما روایت کند و خواب‌آور، آن را به سوی قلمروی معمولی و تکراری سوق می‌دهد.» این فیلم در متاکریتیک که از میانگین وزنی استفاده می‌کند، بر اساس نظر ۲۱ منتقدین امتیاز ۵۳ از ۱۰۰ را کسب کرده که نشان‌گر «نقدهای مختلط یا متوسط» است.